# 올 오버 미
올 오버 미(All Over Me)는 미국에서 제작된 알렉스 시첼 감독의 1997년 드라마 영화이다. 알리슨 폴란드 등이 주연으로 출연하였고 돌리 홀 등이 제작에 참여하였다.

## 출연

### 주연
- 알리슨 폴란드
- 타라 서브코프

### 조연
- 콜 하우저
- 윌슨 크루즈
- 레이샤 헤일리

## 제작진
- 의상: 빅토리아 파렐
- 배역: 리나 토드